# Bulbophyllum lonchophyllum
Bulbophyllum lonchophyllum är en orkidéart som beskrevs av Rudolf Schlechter. Bulbophyllum lonchophyllum ingår i släktet Bulbophyllum och familjen orkidéer. Inga underarter finns listade i Catalogue of Life.